# Desi Arnaz

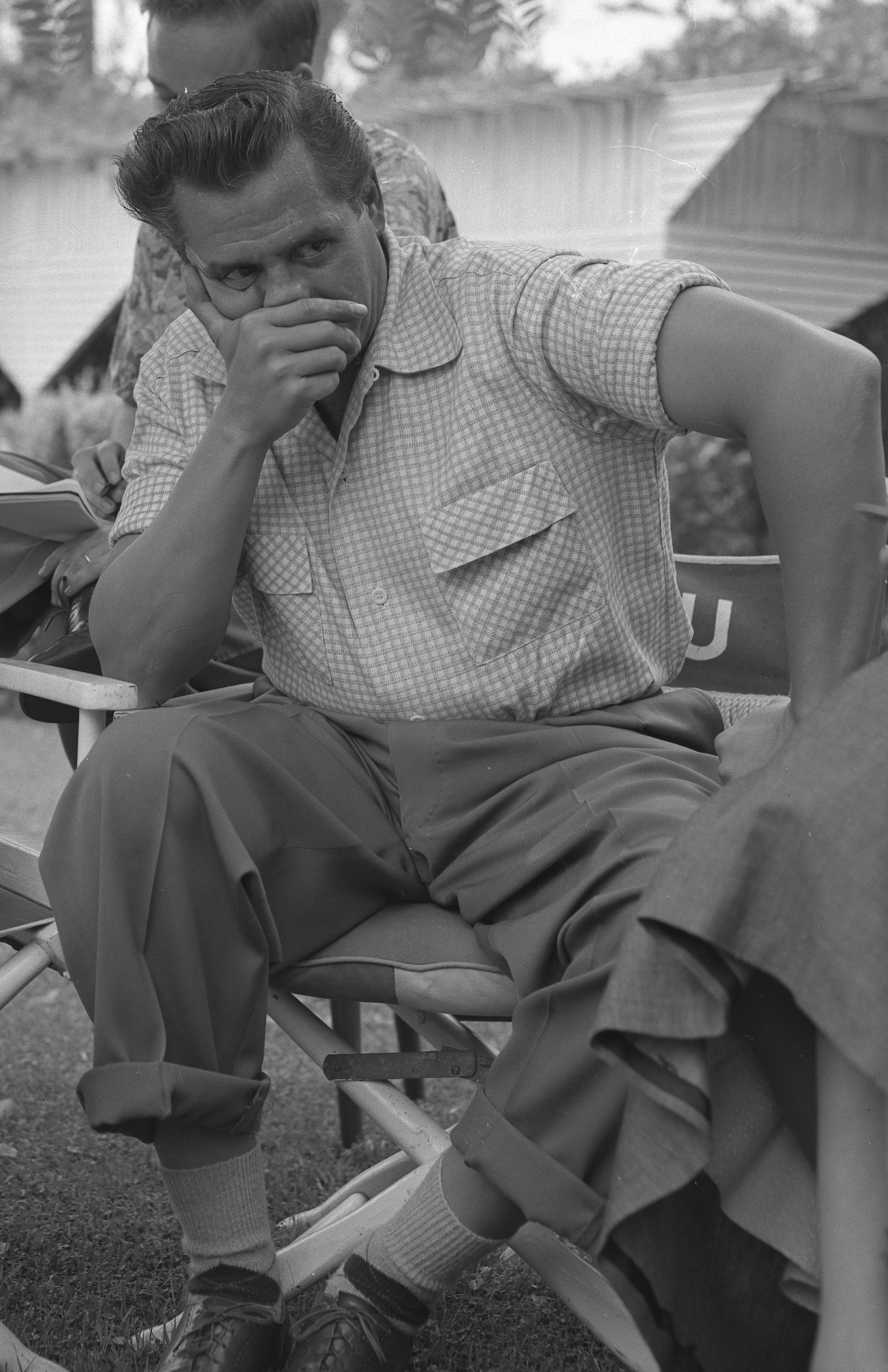
Desi Arnaz în 1953

Desi Arnaz (născut Desiderio Alberto Arnaz y de Acha III la 2 martie 1917 – d. 2 decembrie 1986) a fost un muzician și actor de TV și film cubano-american.